# 하지메 지토세
하지메 치토세(元ちとせ)는 일본의 가수이다. 2002년에 발매한 데뷔 싱글 《와다츠미노키》가 오리콘 연간 싱글 차트에서 3위를 차지했다.

## 음반 목록

### 싱글
1. 와다츠미노키

### 정규 음반
1. 하이누미카제 (2002년)
2. 노마드소울 (2003년)
3. 하나다이로 (2006년)
4. 캇시니 (2008년)

## 같이 보기
- 아타리 고스케: 하지메 치토세와 같은 아마미오섬 출신 남성 가수.
- 후쿠미미: 소속사 어거스타의 동료들과 활동하는 그룹.